# آنیلا یافه
آنیلا یافه (به آلمانی: Hedwig Katharina „Aniela“ Jaffé)، نویسنده و روانپزشک آلمانی-سوئیسی بود. یافه یکی از بزرگ‌ترین یونگ‌شناسان آلمان است که شاگرد او نیز بود.

## یافه و یونگ
یافه کتاب کارل گوستاو یونگ؛ واژه‌ها و نگاره‌ها (آلمانی: C. G. Jung, Bild und Wort) را که زندگینامه ای مصور و مفهومی از کارل گوستاو یونگ، روانپزشک و فیلسوف سوئیسی است، به زبان آلمانی نوشته‌است.
کارل گوستاو یونگ، واژه‌ها و نگاره‌ها، که با تصاویر متعددی از مراحل زندگی یونگ همراه شده‌است، زندگی، خانواده، سفرها، سمینارها و نظریه‌های این اندیشمند روان‌کاو را شرح می‌دهد.

## آثار
- Aus C.G. Jungs letzten Jahren und andere Aufsätze (bisher erschienen unter dem Titel: 'Aufsätze zur Psychologie C.G. Jungs', 1981), 2. Auflage 1987 Daimon Verlag, شابک ‎۹۷۸−۳−۸۵۶۳۰−۰۰۹−۸
- Bilder und Symbole aus E.T.A. Hoffmanns Märchen „Der goldne Topf“, 1. Auflage 1978 Gerstenberg Verlag, 5. Auflage 2010, Daimon Verlag, شابک ‎۹۷۸-۳-۸۵۶۳۰-۷۳۸-۷
- C.G. Jung, Bild und Wort,1. Auflage 1977 Walter Verlag
- C.G. Jung, Briefe (Band I-III), 1. Auflage 1993 Patmos Verlag
- Der Mythus vom Sinn im Werk von C.G. Jung, 1. Auflage 1983, 4. Auflage 2010, Daimon Verlag, شابک ‎۹۷۸−۳−۸۵۶۳۰−۷۳۷−۰
- Erinnerungen Träume und Gedanken von C.G. Jung, 1. Auflage Rascher Verlag 1969, 18. Auflage (korrigierte Sonderausgabe) 2013 Patmos Verlag, شابک ‎۹۷۸−۳−۸۴۳۶−۰۱۹۱−۷
- Geistererscheinungen und Vorzeichen, 1. Auflage 1995, 4. Auflage 2008, Daimon Verlag, شابک ‎۹۷۸−۳−۸۵۶۳۰−۷۱۶−۵
- Mystik und Grenzen der Erkenntnis, 1. Auflage 1988 Daimon Verlag, شابک ‎۹۷۸−۳۸۵۶۳۰−۰۳۳−۳
- Parapsychologie Individuation Nationalsozialismus Themen bei C.G. Jung, 1. Auflage 1985, Daimon Verlag, شابک ‎۹۷۸−۳−۸۵۶۳۰−۰۱۹−۷
- Religiöser Wahn und schwarze Magie, d. trag. Leben d. Anna Kingsford (1846 - 1888). Neugestaltung d. 1980 im Bonz-Verl. erschienenen Bd. "Anna Kingsford, religiöser Wahn und Magie". Zürich: Daimon-Verl. , 1986. شابک ‎۳−۸۵۶۳۰−۰۲۴−۴.

## ترجمه به فارسی
از یافه سه اثر به فارسی منتشر شده‌است:
- کارل گوستاو یونگ؛ واژه‌ها و نگاره‌ها[۳]
- انسان و نمادهای هنری (نوشته آنیلا یافه و یولاندو یاکوبی)[۴]
- خاطرات، رؤیاها، اندیشه‌ها (نوشته آنیلا یافه، کارل گوستاو یونگ)[۵]

و نیز با نام زندگی‌نامه من: خاطرات، خواب‌ها و تفکرات کارل گوستاو یونگ

## پی‌نوشت
1. 1 2  «آنیلا یافه». ناکجا. بایگانی‌شده از اصلی در ۲۵ ژانویه ۲۰۱۹. دریافت‌شده در ۲۴ ژانویه ۲۰۱۹.
2. ↑  Jaffé، Aniela (۱۹۸۳). C. G. Jung, Bild und Wort: eine Biographie. Olten / Freiburg: Walter. شابک ۹۷۸-۳-۵۳۰-۳۹۷۹۹-۴.
3. ↑  یافه، آنیلا (۱۳۹۰). کارل گوستاویونگ: واژه‌ها و نگاره‌ها. تهران: ترجمه رضا رضایی و مهناز خزائیلی، نشر افکار. شابک ۹۷۸۹۶۴۲۲۸۰۵۵۱.
4. ↑  یافه، آنیلا؛ یاکوبی، یولاندو (۱۳۹۴). انسان و نمادهای هنری. ترجمه حسن اکبریان طبری، نشر دایره. شابک ۹۷۸۶۰۰۵۷۲۲۲۸۴.
5. ↑  یافه، آنیلا؛ یونگ، کارل گوستاو (۱۳۷۸). خاطرات، رؤیاها، اندیشه‌ها. مشهد: ترجمه پروین فرامرزی، آستان قدس رضوی، به نشر. شابک ۹۷۸۹۶۴۰۲۱۶۰۶۴.
6. ↑  یافه، آنیلا (۱۳۹۶). زندگی‌نامه من: خاطرات، خواب‌ها و تفکرات کارل گوستاو یونگ. ترجمه بهروز ذکا، بنگاه ترجمه و نشر کتاب پارسه. شابک ۹۷۸-۶۰۰-۵۷۳۳-۱۵-۰.